# Триединна богиня
Триединната богиня е божество в някои направления на неопаганизма.
Тройната богиня се разглежда като триединство от три отделни аспекта или фигури, обединени в едно същество. Тези три фигури често се описват като Богинята на Луната, Земята и раждането, а също и като Девата, Майката и Старицата, всяка от които символизира както отделен етап от жизнения цикъл на жената, така и фаза на Луната и често управлява една от сферите на небето, земята и подземния свят. В различни форми на Уика нейният мъжки съдружник е Рогатият Бог.
Според митологично-поетичния трактат „Бялата богиня“ на английския писател Робърт Грейвс е велико женско божество от езическите времена, почитано от всички хора в Европа. Към тази свободна и донякъде художествена теза на Грейвс са скептично настроени почти всички експерти по етнография и история на религиите. В работата си Грейвс поставя триединната богиня и Рогатият бог, които формирали култът към Уика. Грейвс обяснява този свой пракулт с фазите на Луната – новолуние, пълнолуние и новият лунен месец, обвързвайки го възрастово с девите, майките и стариците, който култ прераснал в единния към Богинята-майка. Авторът също така търси опора в аналогия с древногръцката митология и по-специално с Артемида (девата), Селена (майката) и Хеката (старицата). Оценката за този труд на Грейвс със създадената от него теза за „женската пратриада в троица“ в професионалните среди е много ниска.

## Символика
Тройната богиня е символ на:
- Полумесец, пълна и тъмна луна (оригинал)
- Полумесец, половина и пълнолуние (късна античност)
- Нарастващи, пълни и намаляващи луни (модерни времена)